# Nákovics László (labdarúgó)
Nákovics László (előfordul Nákovits néven is) (?, 1914 – Szigetvár, 1940. február 5.) magyar labdarúgó, a Somogy FC élvonalban szereplő játékosa.

## Pályafutása
Nákovics László Fonyódon majd később a Somogyi FC labdarúgó-csapatában is játszott. Az élvonalban hat mérkőzésen vett részt. Ott első labdarúgó-mérkőzését 1932. szeptember 25-én játszotta a Nemzeti SC ellen. Ezen a mérkőzésen, mely 4-4-es döntetlennel zárult, ő is szerzett egy gólt csapatának. Utolsó mérkőzését 1933. május 21-én játszotta a Szegedi AK ellen.

## Mérkőzései[6]
| Sorszám | Dátum                | Fejléc szövege              | Eredmény | Gól | Sárga lap | Piros lap |
| ------- | -------------------- | --------------------------- | -------- | --- | --------- | --------- |
| 1.      | 1932. szeptember 25. | Somogy FC–Nemzeti SC        | 4–4      | 1   | –         | –         |
| 2.      | 1932. október 9.     | Somogy FC–Attila FC         | 2–3      | –   | –         | –         |
| 3.      | 1932. október 16.    | Szegedi AK–Somogy FC        | 3–1      | –   | –         | –         |
| 4.      | 1933. április 23.    | Bocskai FC–Somogy FC        | 5–1      | –   | –         | –         |
| 5.      | 1933. május 14.      | III. Kerületi TVE–Somogy FC | 5–2      | –   | –         | –         |
| 6.      | 1933. május 21.      | Somogy FC–Szegedi AK        | 2–1      | –   | –         | –         |